# Robert Collignon
Robert Collignon (Villers-le-Bouillet, 10 februari 1943) is een voormalig Belgisch politicus, burgemeester en minister voor de PS.

## Levensloop
Collignon behaalde in 1966 het diploma van doctor in de rechten aan de Universiteit Luik en werd beroepshalve leraar rechten in het technisch onderwijs. 
Als Waals militant trad hij toe tot de PSB en in 1968 werd hij korte tijd persattaché op het kabinet van Freddy Terwagne, toenmalig minister van Gemeenschapsrelaties. Vervolgens werd hij actief als advocaat op het kantoor van Freddy Terwagne, om na diens dood in 1971 de leiding van dit advocatenkantoor op zich te nemen. In het spoor van zijn politieke mentor werd hij in november 1971 voor het arrondissement Hoei-Borgworm voor de eerste keer verkozen in de Kamer van volksvertegenwoordigers, om er tot in 1974 te zetelen. Door het toen bestaande dubbelmandaat zetelde hij in dezelfde periode eveneens in de Cultuurraad voor de Franse Cultuurgemeenschap. Bij daaropvolgende wetgevende verkiezingen raakte hij niet meer herkozen.
In 1976 werd hij verkozen tot gemeenteraadslid van Amay. Hij was er van 1977 tot 1987 schepen, tot 1982 bevoegd voor openbaar onderwijs, daarna voor financiën. In 1987 volgde Collignon Maurice Dumongh op als burgemeester van de gemeente. Hij bleef burgemeester tot in december 2006, de periodes dat hij ministeriële functies vervulde buiten beschouwing gelaten. 
In 1981 werd Collignon opnieuw verkozen in de Kamer, om er tot in 1985 te blijven zetelen. Vervolgens zetelde hij van 1985 tot 1995 in de Senaat als rechtstreeks gekozen senator voor het arrondissement Hoei-Borgworm. In de periode 1981-1995 maakte Collignon daarnaast automatisch deel uit van de Waalse Gewestraad en de Raad van de Franse Gemeenschap.
In de Senaat zat Collignon de commissie voor die de omstandigheden van het Heizeldrama moest onderzoeken. In zijn parlementair werk toonde hij een bijzondere interesse in institutionele aangelegenheden, economische kwesties en justitie en buitenlandse zaken. Als overtuigde Waalse regionalist lag ook de Voerkwestie hem na aan het hart en was hij een pleitbezorger voor de installering van de gewestelijke instellingen in Namen. Van maart tot mei 1988 was Collignon fractievoorzitter voor zijn partij in de Senaat, om daarna van 1988 tot 1992 dezelfde functie te vervullen in de Waalse Gewestraad. Van 1989 tot 1992 was hij ook ondervoorzitter van de PS.
Van 1992 tot 1994 was Robert Collignon minister van Ruimtelijke Ordening, Huisvesting en Begroting in de Waalse Regering, in die periode geleid door Guy Spitaels. Als gevolg van het Sint-Michielsakkoord kreeg de Waalse regering er in oktober 1993 extra bevoegdheden bij, waarna Collignon ook bevoegd werd voor Sociale Actie, Gezondheid en Erfgoed en zijn bevoegdheid Ruimtelijke Ordening afstond aan André Baudson. Na het ontslag van Spitaels als minister-president van de Waalse Regering, die in opspraak was gekomen in de Agusta-affaire, volgde Collignon hem op 25 januari 1994 in deze functie op. Hij combineerde die met de bevoegdheden Economie en KMO's, Buitenlandse Betrekkingen en Toerisme. Na de verkiezingen van 1995 bleef hij minister-president en werd hij naast eerder genoemde bevoegdheden ook bevoegd voor Erfgoed. Collignon hechtte veel belang aan deze bevoegdheid en lag in 1999 aan de basis van het Instituut voor Waals Patrimonium. Daarnaast stonden ook armoedebestrijding en de sociaal-economische herinrichting  van Wallonië hoog op zijn agenda. Als Waalse regionalist wilde hij ook de Waalse politieke identiteit te versterken, bijvoorbeeld door de bevoegdheden cultuur en onderwijs van de Franse Gemeenschap naar het Waals gewest over te hevelen, hetgeen op kritiek stuitte van zijn coalitiepartner PSC. Collignon was voorstander van een Belgisch federalisme met vier entiteiten die over een eigen gebied en dezelfde bevoegdheden zouden beschikken: Vlaanderen, Wallonië, Brussel en het Duitstalige gebied. Van 1995 tot 2004 zetelde hij voor de kieskring Hoei-Borgworm in het Waals Parlement en het Parlement van de Franse Gemeenschap, zijn periodes als minister uitgezonderd.
Na de verkiezingen van 1999 onderhandelde hij met zijn partijgenoten Elio Di Rupo en Jean-Claude Van Cauwenberghe over de nieuwe Waalse meerderheid, een paars-groene regering met Ecolo en de liberale PRL. Collignon droeg de leiding van deze regering over aan Di Rupo en werd minister van Begroting, Cultuur en Sport in de Franse Gemeenschapsregering. Na de herschikking van deze regering in april 2000 verliet Collignon deze functie en aanvaardde hij het voorzitterschap van het Waals Parlement, een functie die hij zou bekleden tot in 2004.
In 2004 beëindigde Robert Collignon zijn parlementaire loopbaan, waarna hij in 2006 de gemeentepolitiek van Amay verliet. Op beide niveaus trad zijn zoon Christophe in zijn voetsporen, die in 2006 kandidaat-burgemeester was in Amay. Christophe Collignon faalde daar echter in en de PS belandde in de oppositie. De nieuwe burgemeester werd Jean-Michel Javaux van de partij Ecolo. Nadat Christophe Collignon in 2010 naar Hoei verhuisde, had de PS geen boegbeeld meer in Amay. Om dit probleem op te lossen, drong de PS-afdeling van Amay er bij Robert Collignon op aan om zich bij de gemeenteraadsverkiezingen van 2012 opnieuw kandidaat te stellen voor het burgemeesterschap. Hij stemde toe, maar slaagde er niet in om de meerderheid van burgemeester Javaux te breken en besloot daarom om niet te zetelen als gemeenteraadslid. 
Na zijn politieke carrière bleef Collignon actief in verschillende Waalsgezinde verenigingen, met name de Mouvement du Manifeste wallon, dat sympathie toont voor een toenadering met Frankrijk, maar tegelijkertijd het bestaan van een Waalse identiteit respecteert.